# メイル・ヴィルナー

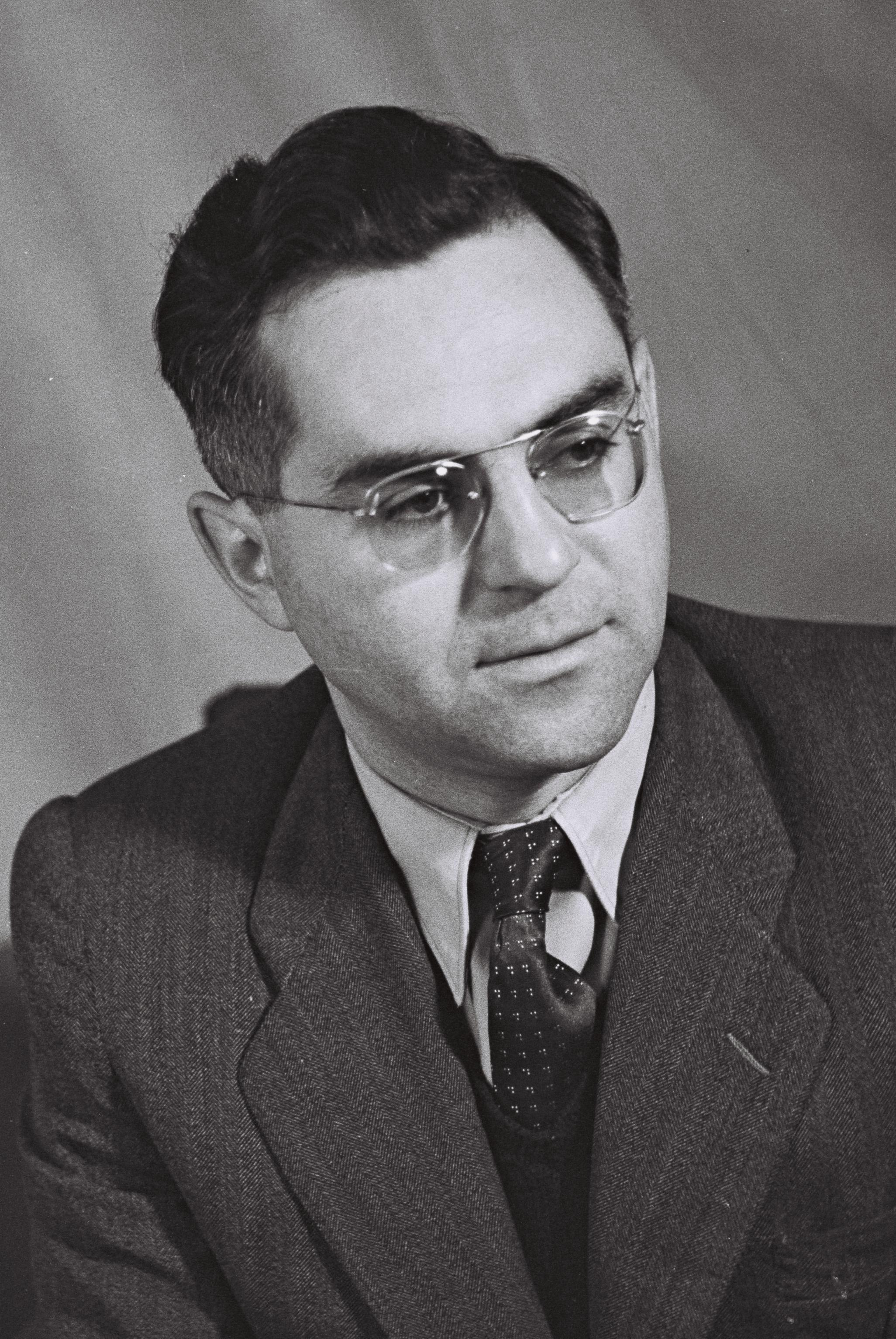
メイル・ヴィルナー

メイル・ヴィルナー（1918年10月23日-2003年6月5日 ヘブライ語:מאיר וילנר）は、イスラエルの政治家。ユダヤ系イスラエル人。
イスラエル共産党（マキ）所属。政治家人生において、イスラエル建国後初のクネセト選挙から議員を務め、政界引退まで一度も選挙で落選することなく議員を務めた人物である。また、1977年から1991年までハダシュの初代議長を務めた。
イスラエル独立宣言が書かれた紙にサインした人物の一人でもある。

## 来歴
リトアニアのヴィリニュスで生まれる。生名はベル・コブナー。
青年期に社会主義シオニストの団体「ハショメル・ハツァイル」のリーダーを務める。しかし、彼はパレスチナ（シオニストは「エレツ・イスラエル」と呼ぶ）の地にユダヤ人国家を建設すると夢見るシオニストたちに幻滅し、シオニズム運動から離れ、ポーランド共産党に入党する。だが、ナチス・ドイツによるヨーロッパでのユダヤ人絶滅政策が幕を明けようとしていたため、命の危険を感じたヴィルナーは1938年にイギリス委任統治領パレスチナに移住する。彼の親族の多くはホロコーストにより殺された。
移住後、ヘブライ大学で歴史学を学ぶ。
イスラエル建国前、パレスチナ共産党に入党。第二次世界大戦終結後の国連によるパレスチナ分割案をヴィルナーは支持した。
イスラエル建国後最初のクネセト総選挙にイスラエル共産党（マキ）から出馬。当選を果たす。
その後、六日戦争に反対したという理由でメナヘム・ベギン率いる右翼政党「ガハル」（現在のリクード）の党員に刺される（一命は取り留めた）などのトラブルがありながらも、長きに渡ってパレスチナとの平和共存、イスラエルの共産主義化を主張する立場から、議員として活動した。
先述のとおり、ヴィルナーは政治家人生において、自身の都合で議員辞職したことは数度あったが、出馬した選挙で落選したことは一度も無い。
1990年に政界引退。2003年6月5日に没する。84歳。

## ソ連との関係
ヴィルナーはソビエト連邦を幾度か訪れたことがあり、ソ連共産党大会で演説したこともある。
ちなみに、イスラエル共産党はソビエト連邦の意向に従うスターリン主義政党であった。スターリン存命中に行われたクネセト総選挙の際にはスターリンを全面に押し出して選挙戦を行っている。